# Canto di Natale (programma televisivo)
Canto di Natale è stato un programma televisivo italiano trasmesso su Rai 1 la notte di Natale del 2011, dopo la Santa Messa celebrata da Papa Benedetto XVI.
Si tratta di un concerto registrato il 15 dicembre 2011 all'Auditorium Parco della Musica di Roma, il cui ricavato fu devoluto all'Ospedale pediatrico Bambino Gesù di Roma.
Lo spettacolo ha visto Elisa Isoardi alla conduzione e tra i principali ospiti, accompagnati dall'orchestra del Festival di Sanremo diretta dal maestro Bruno Santori, ci sono stati vari artisti tra cui Roberto Vecchioni, Noemi, Piera Degli Esposti, Jessica Morlacchi, Marco Masini, la Premiata Forneria Marconi, Simona Molinari e il soprano Gabriella Costa. Presente anche Miss Italia 2011 Stefania Bivone che ha avuto il suo debutto come cantante.
Presenti all'evento anche il cardinale segretario di Stato Vaticano Tarcisio Bertone, la Presidente della Regione Lazio Renata Polverini, il Presidente della Provincia di Roma Nicola Zingaretti, il Sindaco di Roma Capitale Gianni Alemanno e il prof. Giuseppe Profiti, presidente dell'Ospedale pediatrico Bambino Gesù.
Ascolti: 1.015.000 spettatori, share 12,41%.